# Fernand Dupuy
Fernand Dupuy est un homme politique français, né le 2 mars 1917 à Jumilhac-le-Grand en Dordogne et mort le 15 juin 1999 à Limoges. Membre du Parti communiste français, il est conseiller général de la Seine, maire de Choisy-le-Roi et député de la Seine puis du Val-de-Marne.

## Biographie
Instituteur, militant aux Étudiants communistes en 1934, puis au Parti communiste en 1937, Fernand Dupuy est en 1940 secrétaire de la fédération départementale du PCF.
Engagé dans la Résistance, il devient officier des FTPF, notamment dans le département de la Haute-Vienne auprès de Georges Guingouin. Il est ensuite responsable pour le département de la Corrèze. Il participe, avec Édouard Valéry, à l'opération montée sur les instructions de Georges Lassalle pour délivrer Eugène Connangle et ses camarades internés à Tulle. Il sera aussi le responsable du Lot, et plus tard, au niveau de l’interrégion des Alpes (Isère, Savoie, Haute-Savoie, Basses-Alpes, Drôme). Son activité lui vaut d'être homologué comme lieutenant-colonel des FFI.
En 1948, il s'installe à Choisy-le-Roi pour assurer le secrétariat de Maurice Thorez, tâche dont il s'acquitte jusqu'en 1951, et de 1947 à 1964, il fait partie du Comité central du PCF.
Conseiller général de la Seine de 1953 à 1967, maire de Choisy-le-Roi de 1959 à 1979, il siège à l'Assemblée nationale en tant que député de la Seine, puis du Val-de-Marne, de 1962 à 1978.
Les évènements de Mai 68, le PCF joue la carte du développement du mouvement gréviste et soutient la CGT, il participe activement au débat sur la motion de censure, déposée le 14 mai à l’Assemblée nationale, par 49 députés dont 20 communistes parmi eux Robert Ballanger, Paul Laurent, François Billoux, Waldeck Rochet, Pierre Cot (apparenté), Étienne Fajon et Fernand Dupuy. Elle condamne, au nom de la société française dans son ensemble, le régime gaulliste qui dix ans après sa prise de pouvoir […] refuse tout dialogue véritable, contraint les étudiants, les enseignants, les paysans, les ouvriers les jeunes sans emploi, à recourir à des manifestations de rue d’une exceptionnelle ampleur.
Indépendamment de son action politique, il a été un pêcheur émérite, auteur d'un livre sur la pêche.
Il meurt à Limoges le 15 juin 1999 et est inhumé au cimetière de Champniers-et-Reilhac. Daniel Davisse, qui a été chef de cabinet du ministre des Transports de Charles Fiterman sous François Mitterrand de 1981 à 1984, puis maire de Choisy-le-Roi et Hélène Luc, présidente du groupe communiste au Sénat, ont adressé des messages d'amitié à la famille et rendu hommage à leur camarade.

## Hommage
En 2001, la ville de Choisy-le-Roi donne le nom de Fernand Dupuy à la bibliothèque des jeunes.

## Publications
- Être maire communiste, Calmann-Lévy, 1975
- L'Albine : scènes de la vie en Limousin et en Périgord vert, Fayard, 1977
- Histoires de bêtes, Fayard, 1979
- Jules Ferry, réveille-toi ! , Fayard, 1981
- Pêcher la truite vagabonde, Ouest-France, 1982
- Sophie, arrière-petite-fille de l'Albine, Lucien Souny, 1985